# 2021-es Roland Garros
A 2021-es Roland Garros az év második tenisz Grand Slam-tornája, amelyet 120. alkalommal, 2021. május 30. és június 13. között rendeznek meg Párizsban. A selejtezőkre május 24-től kerül sor. A tornán bajnokot avatnak férfi és női egyesben és párosban, vegyes párosban, valamint junior fiú és lány kategóriákban egyesben és párosban is. A versenyprogram része a kerekesszékesek versenye is.
A Roland Garros az egyetlen salakpályás Grand Slam-torna. Díjalapja 2021-ben az előző évinél 10,5%-kal kevesebb, 34 367 215 euró. A díjak elosztásánál az alacsonyabban rangsorolt versenyzőket igyekeztek előnyben részesíteni, azok díjazása az előző évivel azonos maradt, míg a főtábla 3. körétől felfelé a díjakat arányosan csökkentették.
A cím védője férfi egyesben a spanyol Rafael Nadal volt, aki már 13 alkalommal győzött ezen a tornán. A női egyesben az előző évben a lengyel Iga Świątek bizonyult a legjobbnak. Egyikőjüknek sem sikerült a címvédés.
A tornán a nők között cseh Barbora Krejčíková egyéniben és párosban is győzni tudott. A Roland Garroson ez utoljára 2000-ben Mary Pierce-nek sikerült. A férfiaknál Novak Đoković szerezte meg az elsőséget, amellyel 19. Grand Slam-tornagyőzelmét szerezte, egyben az open era történetében elsőként kétszeres karrier Grand Slamet ért el.
A magyar versenyzők közül a tornán ebben az évben a férfiaknál Fucsovics Márton világranglista-helyezése alapján a főtáblán indulhatott, és a 2. körben ért véget számára a torna. A nőknél Babos Tímea, Jani Réka Luca és Gálfi Dalma a selejtezőben szerepelt. Gálfi Dalma és Jani Réka Luca a selejtező első körén nem jutottak túl, míg Babos Tímea a második körben kényszerült búcsúzni a tornától. Női párosban a címvédő Babos Tímea ebben az évben az orosz Vera Zvonarjovával indult, és az 1. körben kiestek. Férfi párosban Fucsovics Márton párja az olasz Stefano Travaglia volt, és az első körnél ők sem jutottak tovább. A junior lányok versenyében Szabanin Natália 8. kiemeltként indult, és a 2. fordulóig volt versenyben, mellette Tóth Amarissa Kiara volt még a torna résztvevője, ő azonban már az első fordulóban kiesett. A lány párosok mezőnyében Szabanin Natália egy horvát partnerrel az 5. kiemelt volt és a negyeddöntőig jutottak, míg Tóth Amarissa Kiara egy orosz partnerrel a 8. kiemelt volt a versenyen és csak a döntőben szenvedtek vereséget.

## Világranglistapontok
A helyezésekért kapható világranglista-pontok eltérnek a korábbi években megszokottól. Ezúttal a párosok az egyéniben megszerezhető pontoknak csak a felét kapják.
| Esemény      | Győztes | Döntős | Elődöntősök | Negyeddöntősök | 16 között | 32 között | 64 között | 128 között |
| Férfi egyéni | 2000    | 1200   | 720         | 360            | 180       | 90        | 45        | 10         |
| Férfi páros  | 1000    | 600    | 360         | 180            | 90        | 0         | —         | —          |
| Női egyéni   | 2000    | 1300   | 780         | 430            | 240       | 130       | 70        | 10         |
| Női páros    | 1000    | 650    | 390         | 215            | 120       | 10        | —         | —          |

## Pénzdíjazás
A torna összdíjazása 34 367 215 euró, amely mintegy 10,5%-kal alacsonyabb az előző évinél. A férfi és a női egyéni győztesnek fejenként 1 400 000 euró jár. A díjak elosztásánál az alacsonyabban rangsorolt versenyzőket igyekeztek előnyben részesíteni, azok díjazása az előző évivel azonos maradt, míg a főtábla 3. körétől felfelé a díjakat arányosan csökkentették. Jelentősen, egységesen mintegy 23%-kal csökkent az előző évhez képest a párosok által elért eredmények után járó díjalap.
| Esemény              | Győztes     | Döntős    | Elődöntősök | Negyeddöntősök | 16 között | 32 között | 64 között | 128 között | Q3       | Q2       | Q1       |
| Egyéni               | 1 400 000 € | 750 000 € | 375 000 €   | 255 000 €      | 170 000 € | 113 000 € | 84 000 €  | 60 000 €   | 25 600 € | 16 000 € | 10 000 € |
| Páros (csapatonként) | 244 295 €   | 144 074 € | 84 749 €    | 49 853 €       | 29 325 €  | 17 250 €  | 11 500 €  | –          | –        | –        | –        |

## Eredmények

### Férfi egyes
- Novak Đoković– Sztéfanosz Cicipász 6–7(6), 2–6, 6–3, 6–2, 6–4

### Női egyes
- Barbora Krejčíková– Anasztaszija Pavljucsenkova 6–1, 2–6, 6–4

### Férfi páros
- Pierre-Hugues Herbert /  Nicolas Mahut– Alexander Bublik /  Andrey Golubev 4–6, 7–6(1), 6–4

### Női páros
- Barbora Krejčíková /  Kateřina Siniaková– Bethanie Mattek-Sands /  Iga Świątek 6–4, 6–2

### Vegyes páros
- Desirae Krawczyk /  Joe Salisbury– Jelena Vesznyina /  Aszlan Karacev 2–6, 6–4, [10–5]

Juniorok

### Fiú egyéni
- Luca Van Assche– Arthur Fils, 6–4, 6–2

### Lány egyéni
- Linda Nosková– Erika Andrejeva, 7–6(3), 6–3

### Fiú páros
- Arthur Fils /  Giovanni Mpetshi Perricard– Martin Katz /  German Samofalov, 7–5, 6–2

### Lány páros
- Alex Eala /  Okszana Szelehmetyeva– Marija Bondarenko /  Tóth Amarissa Kiara, 6–0, 7–5